# Lucy-le-Bois
Lucy-le-Bois és un municipi francès, situat al departament del Yonne i a la regió de Borgonya - Franc Comtat. L'any 2007 tenia 323 habitants.

## Demografia

### Població
El 2007 la població de fet de Lucy-le-Bois era de 323 persones. Hi havia 135 famílies, de les quals 44 eren unipersonals (20 homes vivint sols i 24 dones vivint soles), 24 parelles sense fills, 55 parelles amb fills i 12 famílies monoparentals amb fills.
La població ha evolucionat segons el següent gràfic:
Habitants censats

### Habitatges
El 2007 hi havia 175 habitatges, 133 eren l'habitatge principal de la família, 16 eren segones residències i 26 estaven desocupats. 169 eren cases i 5 eren apartaments. Dels 133 habitatges principals, 106 estaven ocupats pels seus propietaris, 21 estaven llogats i ocupats pels llogaters i 6 estaven cedits a títol gratuït; 1 tenia una cambra, 5 en tenien dues, 11 en tenien tres, 30 en tenien quatre i 87 en tenien cinc o més. 92 habitatges disposaven pel capbaix d'una plaça de pàrquing. A 49 habitatges hi havia un automòbil i a 63 n'hi havia dos o més.

### Piràmide de població
La piràmide de població per edats i sexe el 2009 era:
| Homes | Edats   | Dones |
| ----- | ------- | ----- |
| 0     | 95 o +  | 0     |
| 4     | 90 a 94 | 4     |
| 0     | 85 a 89 | 4     |
| 0     | 80 a 84 | 8     |
| 12    | 75 a 79 | 4     |
| 8     | 70 a 74 | 4     |
| 8     | 65 a 69 | 8     |
| 4     | 60 a 64 | 4     |
| 0     | 55 a 59 | 16    |
| 8     | 50 a 54 | 4     |
| 24    | 45 a 49 | 8     |
| 20    | 40 a 44 | 20    |
| 12    | 35 a 39 | 4     |
| 0     | 30 a 34 | 12    |
| 20    | 25 a 29 | 8     |
| 12    | 20 a 24 | 12    |
| 20    | 15 a 19 | 24    |
| 4     | 10 a 14 | 20    |
| 0     | 5 a 9   | 16    |
| 4     | 0 a 4   | 4     |

## Economia
El 2007 la població en edat de treballar era de 233 persones, 171 eren actives i 62 eren inactives. De les 171 persones actives 164 estaven ocupades (92 homes i 72 dones) i 8 estaven aturades (3 homes i 5 dones). De les 62 persones inactives 18 estaven jubilades, 24 estaven estudiant i 20 estaven classificades com a «altres inactius».

### Ingressos
El 2009 a Lucy-le-Bois hi havia 133 unitats fiscals que integraven 332,5 persones, la mediana anual d'ingressos fiscals per persona era de 16.004 €.

### Activitats econòmiques
Dels 18 establiments que hi havia el 2007, 1 era d'una empresa extractiva, 4 d'empreses de fabricació d'altres productes industrials, 6 d'empreses de construcció, 5 d'empreses de comerç i reparació d'automòbils, 1 d'una empresa immobiliària i 1 d'una empresa de serveis.
Dels 6 establiments de servei als particulars que hi havia el 2009, 2 eren paletes, 3 guixaires pintors i 1 fusteria.
Dels 2 establiments comercials que hi havia el 2009, 1 era una botiga de menys de 120 m² i 1 una botiga de roba.
L'any 2000 a Lucy-le-Bois hi havia 4 explotacions agrícoles.

## Equipaments sanitaris i escolars
El 2009 hi havia una escola maternal integrada dins d'un grup escolar amb les comunes properes formant una escola dispersa.

## Poblacions més properes
El següent diagrama mostra les poblacions més properes.